# 高川裕也
高川 裕也（たかがわ ゆうや、1962年11月8日 - ）は、日本の俳優、ナレーター、演出家。三重県四日市市出身。マグネタイズ、ベルベットオフィス所属。無名塾出身。

## 来歴・人物
三重県立四日市高等学校卒業（1981年）。1984年に無名塾に入り、同年渋谷パルコ劇場他で上演された無名塾の公演『ハロルドとモード』にて初舞台。
身長176cm。体重65kg。血液型はA型。趣味はブルース鑑賞。特技は乗馬、殺陣、書道。ペットに猫を飼っている。好きな色は黒。妹がいる。
妻は同じく無名塾出身で女優の赤間麻里子。

## 出演

### 映画
- 子連れ狼 その小さき手に（1993年2月6日公開、井上昭監督、松竹）
- 月光の夏（1993年5月公開、神山征二郎監督、ヘラルド）
- 新極道の妻たち 惚れたら地獄（1994年公開、降旗康男監督、東映）
- エイジアン・ブルー 浮島丸サコン （1995年公開、堀川弘道監督、シネマワーク）
- 金融腐蝕列島 呪縛（1999年9月18日公開、原田眞人監督、東映）
- EM/エンバーミング（1999年公開、青山真治監督）
- 突入せよ! あさま山荘事件（2002年5月11日公開、原田眞人監督、アスミック・エースエンタテインメント）
- 油断大敵（2004年1月17日公開、成島出監督、グルーヴコーポレーション）
- 黄泉がえり（2003年1月18日公開、塩田明彦監督、東宝）
- THE 有頂天ホテル（2006年1月14日公開、三谷幸喜監督、東宝） - 記者 役
- シルク（2008年1月19日公開、フランソワ・ジラール監督、アスミック・エース）
- トウキョウソナタ（2008年9月27日公開、黒沢清監督、ピックス）
- ガマの油（2009年6月6日公開、役所広司監督）
- 十三人の刺客（2010年9月25日公開、三池崇史監督、テレビ朝日・東宝）
- わが母の記（2012年4月28日公開、原田眞人監督、松竹）
- リアル鬼ごっこ3（2012年5月12日公開、安里麻里監督）
- リアル鬼ごっこ5（2012年5月26日公開、安里麻里監督）
- たとえば檸檬（2012年12月15日公開、片嶋一貴監督）
- 元気屋の戯言　マーガレットブルース（2013年5月6日公開、元気屋エイジ監督）
- TAP完全なる飼育（2013年11月9日公開、片嶋一貴監督）
- ソロモンの偽証（成島出監督、松竹） - 大出勝 役
  - 前篇・事件（2015年3月7日公開）
  - 後篇・裁判（2015年4月11日公開）
- ローリング（2015年6月13日公開、冨永昌敬監督）
- 家族ごっこ（2015年8月1日公開、内田英治監督）
- 月光（2016年6月11日公開、小澤雅人監督）
- 破門 ふたりのヤクビョーガミ（2017年1月28日公開、小林聖太郎監督、松竹）
- じんじん〜其の二〜（2017年2月公開、山田大樹監督）
- キミサラズ（2017年5月20日公開、井川広太郎監督）
- アリーキャット（2017年7月公開、榊英雄監督）
- ひかりのたび（2017年夏公開予定、澤田サンダー監督）
- 空飛ぶタイヤ（2018年、本木克英監督、松竹） - 多鹿路雄
- まだ見ぬあなたに（2019年、小澤雅人監督）
- 軽やかに地平を狙え（2020年、瀬戸慎吾監督）ニューヨークGreat Western Catskills International Film Festival最優秀長編作品賞
- 父ごころ（2020年、上原三由樹監督）アートにエールを！東京プロジェクト参加作品
- 青春の切れっ端たち（2021年、森田和樹監督）
- CUBE一度入ったら、最後（2021年、清水康彦監督、松竹）声の出演
- ほどけそうな、息（2022年、小澤雅人監督）
- GINAGINA ぎなぎな（2023年、主演、監督、脚本）沖縄NICE映画祭俳優賞（高川裕也)
- 青春墓場（2023年、奥田庸介監督）
- 終末の探偵（2023年、井川広太郎監督）
- シャイロックの子供たち（2023年、本木克英監督、松竹）
- 孤独な楽園（2024年、片嶋一貴監督）

### テレビドラマ
- 西部警察 partⅢ31話「思い出さがし」（1983年）（テレビ朝日、石原プロ）
- 暴れん坊将軍シリーズ（テレビ朝日、東映）
  - 暴れん坊将軍III
    - 第19話「知らぬが仏の紙風船」（1988年） - 清吉 役
    - 第40話「吉宗が怒った役人天国!」（1988年） - 新作 役
    - 第98話「幼きいのち なみだ旅」（1990年） - 早見源四郎 役

  - 暴れん坊将軍IV
    - 第38話「狙われた江戸城の花嫁!　スペシャル」（1991年） - 一色和馬 役
    - 第56話「誇り高き逃亡者!」（1992年） - 矢野誠一郎 役

  - 暴れん坊将軍V 第8話「母の願いは人斬り稼業?!」（1993年） - 加納信吾 役
  - 暴れん坊将軍VI 第47話「帰って来た次男坊鴉」（1995年） - 神谷覚之進 役
  - 暴れん坊将軍VIII 第18話「口づけが起こした波紋」（1998年） - 飯塚友之進 役
- また又・三匹が斬る! 第5話「悪の華、散らせて見せます美保の関」（1991年、テレビ朝日） - 大窪貞和 役
- NHK連続テレビ小説 （NHK）
  - 凛凛と（1990年） - 木村誠 役
  - 芋たこなんきん （2007年） - 井村秀樹 役
- 将軍家光忍び旅（テレビ朝日、東映）
  - 第1シリーズ 第22話「京は目前、風魔最後の挑戦!」（1991年） - 豊臣国松 役
  - 第2シリーズ 第4話「犬山には鬼が棲む」（1992年） - 三島半四郎 役
- 忠臣蔵 風の巻・雲の巻（1991年、フジテレビ） - 磯貝十郎左衛門 役
- 岡っ引どぶ（1991年） - 卯太郎 役
- 松本清張作家活動40年記念・球形の荒野（1992年、フジテレビ）
- 銭形平次 第2シリーズ 第9話「がい骨の予言」（1992年、フジテレビ） - 長吉 役
- 金田一耕助の傑作推理・三つ首塔（1993年、TBS） - 宮本俊作 役
- 火曜サスペンス劇場「弁護士・朝日岳之助5 贅沢すぎる殺人」（1993年、日本テレビ）
- 天晴れ夜十郎 第8話「花房お絹 純情す」（1996年、NHK） - 銀次 役
- 金田一少年の事件簿（1996年、日本テレビ） - 榎戸あきら 役
- 御家人斬九郎 第3シリーズ 第4話「三十六人斬り」（1997年、フジテレビ / 映像京都） - 丈吉 役
- 盤嶽の一生 第2話「絵図面の謎」（2002年 / フジテレビ）-遊び人
- 夜桜お染 第9話「親の仇」（2004年、フジテレビ）-平林
- 女と愛とミステリー 危険な童話 （2005年3月2日、テレビ東京）
- 特命!刑事どん亀（2006年、TBS）
- 古畑任三郎（2006年） ‐ 小手川プロデューサー
- あんどーなつ（2008年7月-9月、TBS） - 蔵田英明 役
- チャンス（2010年8月-10月、NHK）
- モリのアサガオ （2010年10月、テレビ東京）
- ドラマスペシャル 風の少年〜尾崎豊 永遠の伝説〜 （2011年3月21日、テレビ東京） - 森山 役
- ハンチョウ〜神南署安積班〜シリーズ4 〜正義の代償〜 第10話（2011年6月13日、TBS） - 淵沢茂雄 役
- 水曜ミステリー9 鉄道警察官・清村公三郎7（2011年10月5日、テレビ東京） - 黒川太一 役
- リアル脱出ゲームTV Sky High（2013年8月14日、TBS）
- スペシャルドラマ 経世済民の男 第三部『鬼と呼ばれた男〜松永安左エ門』（2015年9月19日、NHK名古屋放送局） - 白洲次郎 役
- ディアスポリス 異邦警察第９話「影の警察」前編（2016年6月8日、TBS/MBS）
- スリル!〜赤の章〜 第4回「警視庁庶務係ヒトミの恋とテロ」（2017年3月15日、NHK）
- ミッドナイト・ジャーナル (本城雅人)（2018年、テレビ東京） ‐ 浦山健二
- Paraviオリジナルドラマ「ネット興亡記」第２話インターネットの夜明け（2020年6月4日、テレビ東京）- 鈴木幸一 役
- ボイスII 110緊急指令室（2021年7月10日、日本テレビ）- 刈谷俊一　役　日本テレビ
- 最悪の悪（2023年、Disney+)
- 龍が如く（2024年、 Prime Video)

### CM
全て声の出演
- スバル レガシィ
- 日産自動車 ティアナ
- 東芝 レグザ
- エビアン
- ダンロップ

### ナレーション
- 日経スペシャル カンブリア宮殿 （2006年4月〜放送中、テレビ東京）
- 昼めし旅 (2016年10月14日〜放送中、テレビ東京系ネット局)
- 壮観劇場 (2021年4月〜放送中、全国ケーブルテレビ連盟)
- ゴルフサバイバル男 (2023年10月〜放送中、BS日テレ)
- 目撃！超逆転スクープ 第一弾〜（2018年5月6日〜、フジテレビ）
- 住民を守れ!日本全国 駆除の達人 （第6回〜、テレビ東京）
- 世界秘境全集・傑作選 （2010年4月〜、BSジャパン）
- 坂東三津五郎がいく 日本の城ミステリー紀行 （2010年10月〜、BS朝日）
- デキビジ（2010年4月〜、BSジャパン)
- 気鋭劇作家新作ステージ特集（2011年12月、WOWOW）
- ごるふなでしこ （2012年4月〜、テレビ東京）
- テレメンタリー2012「夫の手は捕まれていた」（2012年4月、テレビ朝日）
- 世界卓球（2012年3月ドルトムント、2013年5月パリ、2014年5月東京、2015年4月蘇州、2016年3月マレーシア、2017年ドイツ、2018年スウェーデン、2019年ハンガリー、2021年ヒューストン、テレビ東京）
- NNNドキュメント
  - NNNドキュメント'12「海を渡るコメ農家」（2012年10月21日、日本テレビ）
  - NNNドキュメント'13「狂気の正体」（2013年2月24日、日本テレビ）
  - NNNドキュメント'13「死刑囚の子」（2013年6月24日、日本テレビ）2014年民間放送連盟賞 テレビ報道番組部門優秀賞受賞
  - NNNドキュメント'14「RICE WARS」（2014年11月23日、日本テレビ）
  - NNNドキュメント'15「堤防決壊」（2015年10月11日、日本テレビ）
  - NNNドキュメント'16「メイドカフェ火災の死角」（2016年1月10日、日本テレビ）
  - NNNドキュメント'17「トランプWAR」（2017年5月7日、日本テレビ）「トランプWAR2」（2017年5月14日、日本テレビ）
  - NNNドキュメント'18「オウム真理教　狂気の萌芽　坂本弁護士一家殺害事件30年」(2018年12月2日、日本テレビ)
  - NNNドキュメント'20「災いと禍 豪雨3ヶ月 熊本からの警告」（2020年10月12日、日本テレビ）
  - NNNドキュメント'24「死刑囚の子」（2024年6月23日、日本テレビ）
- ドラフト緊急生特番!お母さんありがとう（2012年10月、2013年10月、2014年10月、2015年10月、2016年10月、2017年10月、2018年10月、2019年10月、2020年10月TBS）
- SASUKE（2012年12月27日、2013年6月27日、2014年7月3日、2015年7月1日、2016年7月3日、2017年3月26日、2017年10月8日、2018年3月26日、2018年12月31日、2019年12月31日、2020年12月29日、2021年12月28日、2022年12月27日、TBS）[3]
- 池上×マツコのニュースな話（2013年4月4日、6月21日テレビ朝日）
- 金の拳、プロへ 村田諒太の闘い（2013年8月、NHK））
- 北アルプス 未知の大峡谷に挑む（2014年2月、NHK）
- 激撮!密着警察24時!（2014年4月〜、TBS）
- 最前線!密着警察24時（2017年4月〜、TBS）
- マルホの女〜保険犯罪調査員〜（2014年4月〜6月、テレビ東京）
- 行商の巨人（2014年7月、日本テレビ）
- 土曜スペシャル・世界誘拐ファイル カメラが見た!犯行&救出の決定的瞬間 3時間スペシャル（2015年9月23日、フジテレビ）
- 日曜ファミリア・世界怪盗ファイル カメラが見た!犯行&逮捕の決定的瞬間 3時間スペシャル（2016年3月27日、フジテレビ）
- スポーツ データ・コロシアム（2016年3月〜2017年3月、NHK-BS1）
- スポーツ イノベーション（2017年4月〜、NHK-BS1）
- ニチファミ!・命の最前線!!救急救命24時〜巨大総合病院 終わりなき闘い〜（2017年12月10日、フジテレビ）
- TOKYOストーリーズ（2018年10月6日、BSフジ）
- ザ・プレミアム 激走！日本アルプス大縦断〜2018終わりなき戦い〜(2018年10月２７日、NHK-BSプレミアム）
- music Bean#001般若（2019年11月30日、ヒストリーチャンネル）

### 吹き替え
- キング・アーサー（2005年） - トリスタン〈マッツ・ミケルセン〉 役
- シルミド（2005年） - カン・インチャン〈ソル・ギョング〉 役（テレビ朝日）
- WITHOUT A TRACE/FBI 失踪者を追え! #92、99（2009年、2010年） - サディーク 役
- ナース・ジャッキー（2010-2016年） - ケヴィン・ペイトン〈ドミニク・フムザ〉 役（WOWOW）

### 舞台
- ハロルドとモード（1984年）隆巴演出 無名塾
- どん底（1985年）隆巴演出 無名塾
- プアー・マーダラー（1986年）隆巴演出 無名塾
- 墓場なき死者（1987年）林清人演出 無名塾
- 肝っ玉おっ母と子供たち（1988年）隆巴演出 無名塾
- 朝に死す（1991年）隆巴演出 無名塾
- 白瀬中尉の南極探検（1993年）林清人演出 無名塾
- パパのデモクラシー（1995年）永井愛演出　二兎社※文化庁芸術祭大賞受賞作品
- いのちぼうにふろう物語（1997年）林清人演出 無名塾
- わが町（1998年）林清人演出 無名塾
- Black House（1998年）倉持健一演出　C・Aプランニング
- どん底（1999年）林清人演出 無名塾
- パパのデモクラシー（1999年）永井愛演出 二兎社
- Black House 〜1999年・夏〜（1999年）倉持健一演出　Type-T
- セールスマンの死（2000年）林清人演出 無名塾
- Black House 〜永遠なる砂漠〜（2000年）倉持健一演出　Type-T
- 接吻 （2001年）花房徹演出 FARM
- かしかしら （2002年）花房徹演出 フリークランド
- セブン・ストーリーズ（2003年）宮田慶子演出 シアター21
- POPCORN NAVY-鹿屋の四人-（2003年）鐘下辰男演出 演劇企画集団THE・ガジラ
- JUMPERS 自殺者はブルースを歌う（2003年）高瀬一樹演出 Theater Japan Productions
- 死者を埋葬れ（2004年）高瀬一樹演出 木山事務所
- NIPPON JUMPERS I won't be here tomorrow（2004年）高瀬一樹演出 Abrons center N.Y公演
- 母アンナ・フィアリングとその子供たち（2005年）ルティ・カネル演出 シアターΧ
- 灰から灰へ（2006年）高瀬一樹演出 Theater Japan Productions
- おとうふ（2006年）和田憲明演出　おとうふ屋プロデュース
- 男はみんな犬のように（2006年）星野有樹演出　Eloyrojas
- 新母アンナ・フィアリングとその子供たち（2007年）ルティ・カネル演出 シアターΧ
- 12・twelve（2007年）和田憲明演出 Show-Goプロデュース Vol.2
- lx+ finds Ashes（2007年）高瀬一樹演出 Theatre Object
- Paradise-役者たちによる『楽園』という名のセッション-（2008年）和田憲明演出 Show-Goプロデュース Vol.3
- NIPPON JUMPERS -Exclamation point 2008（2008年）高瀬一樹演出 Theatre Object
- 『動物園物語 “愛という言葉を発明したのは誰だ！”』（2009年）西沢利明演出 Shion
- Celebration（祝宴）（2010年）高瀬一樹演出 Theater Japan Productions
- さくら の その にっぽん（2010年）ルティ・カネル演出 シアターΧ
- Celebration（祝宴）（2011年）高瀬一樹演出 Theater Japan Productions
- automata（2011年）田中壮太郎演出演劇企画体ツツガムシ
- さくらのその2011（2012年）ルティ・カネル演出 シアターΧ
- 吉本百年物語 焼け跡、青春手帖（2012年）湊裕美子演出 吉本興業 - 社員・橋本 役
- 3crock (2014年) 船岩祐太演出　演劇集団　砂地
- paperplane（2014年）田中壮太郎演出 演劇企画体ツツガムシ
- Hamlet(2016年) 船岩祐太演出　演劇集団　砂地
- アトレウス(2017年) 船岩祐太演出　演劇集団　砂地
- ルート64(2017年) 松本光生演出　演劇ユニット ハツビロコウ
- 手の平(2018年)池内風演出　かわいいコンビニ店員飯田さん 第7回公演
- ドイツの犬（2019年）田中壮太郎演出 演劇企画体ツツガムシ
- Proof（2023年）田中壮太郎演出 ハルナツvol.1
- テーバイ（2024年）船岩祐太演出 新国立劇場